# Allen Danziger
Allen Danziger (Boston, 23 luglio 1942) è un attore statunitense, noto per aver interpretato il ruolo di Jerry nel film horror del 1974 Non aprite quella porta.

## Filmografia
- Eggshells, regia di Tobe Hooper (1969)
- Non aprite quella porta (The Texas Chain Saw Massacre), regia di Tobe Hooper (1974)
- Texas Chainsaw Massacre: The Shocking Truth, regia di David Gregory (2000) (se stesso)
- Non aprite quella porta 3D (Texas Chainsaw 3D), regia di John Luessenhop (2013) - Jerry (all'inizio del film, riciclato dalla pellicola del 1974)